# 桑杜维尔
桑杜维尔（法語：Sandouville，法語發音：[sɑ̃duvil]）是法国滨海塞纳省的一个市镇，属于勒阿弗尔区。

## 地理
桑杜维尔（49°29'49"N, 0°19'8"E）面积14.8 平方千米，位于法国诺曼底大区滨海塞纳省，该省份为法国北部沿海省份，其西部及北部濒大西洋英吉利海峡，东起顺时针与索姆省、瓦兹省、厄尔省和卡爾瓦多斯省接壤。
与桑杜维尔接壤的市镇（或旧市镇、城区）包括：乌达勒、圣欧班-鲁托、圣维戈尔迪蒙维尔、圣樊尚-克拉梅尼勒。

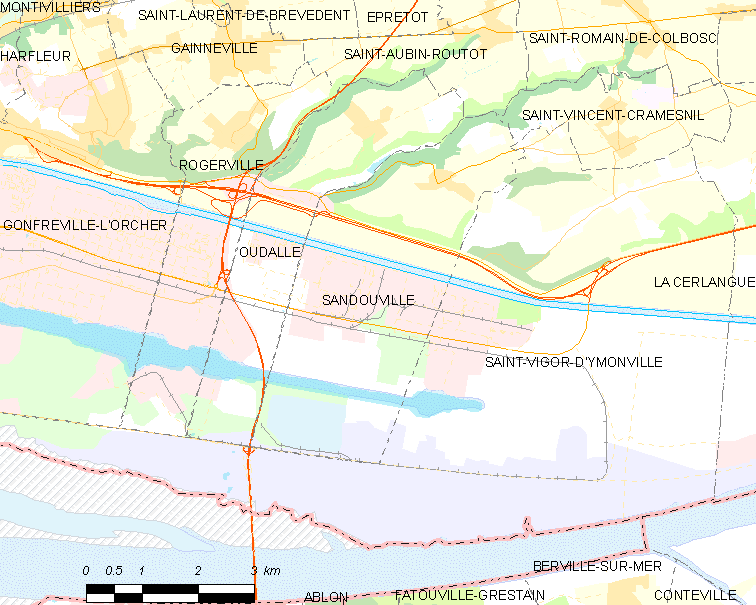
桑杜维尔的OSM定位图

桑杜维尔的时区为UTC+01:00、UTC+02:00（夏令时）。

## 行政
桑杜维尔的邮政编码为76430，INSEE市镇编码为76660。

## 政治
桑杜维尔所属的省级选区为圣罗曼-德科尔博斯克县。

## 人口

1962-2008年间桑杜维尔人口变化图示

桑杜维尔于2022年1月1日时的人口数量为801人。